# Gran Premi d'Emília-Romanya de motociclisme
El Gran Premi d'Emília-Romanya de motociclisme (oficialment, en anglès, Emilia Romagna motorcycle Grand Prix) fou un Gran Premi de motociclisme que es va celebrar en tres ocasions entre el 2020 i 2024 al circuit de Misano, a la província de Rímini (Emília-Romanya), dins del calendari del Campionat del món de motociclisme. Es va introduir com a resposta a la pandèmia de COVID-19 amb el nom inicial d'Emilia Romagna and Rimini Riviera motorcycle Grand Prix i a partir del 2025 ja no es va tornar a convocar.

## Noms oficials i patrocinadors
- 2020: Gran Premio Tissot dell'Emilia Romagna e della Riviera di Rimini[3]
- 2021: Gran Premio Nolan del Made in Italy e dell'Emilia-Romagna[4]
- 2024: Gran Premio Pramac dell’Emilia-Romagna

## Guanyadors múltiples

### Pilots
| # Victòries | Pilot           | Victòries | Victòries |
| # Victòries | Pilot           | Categoria | Anys      |
| ----------- | --------------- | --------- | --------- |
| 2           | Enea Bastianini | MotoGP    | 2024      |
| 2           | Enea Bastianini | Moto2     | 2020      |

### Constructors
| # Victòries | Constructor | Victòries | Victòries        |
| # Victòries | Constructor | Categoria | Anys             |
| ----------- | ----------- | --------- | ---------------- |
| 3           | Kalex       | Moto2     | 2020, 2021, 2024 |
| 2           | Honda       | MotoGP    | 2021             |
| 2           | Honda       | Moto3     | 2021             |

## Guanyadors per any
| Any  | Circuit | Moto3         | Moto3  | Moto2            | Moto2 | MotoGP          | MotoGP | Detalls |
| Any  | Circuit | Pilot         | Moto   | Pilot            | Moto  | Pilot           | Moto   | Detalls |
| ---- | ------- | ------------- | ------ | ---------------- | ----- | --------------- | ------ | ------- |
| 2024 | Misano  | David Alonso  | CFMoto | Celestino Vietti | Kalex | Enea Bastianini | Ducati | Detalls |
| 2021 | Misano  | Dennis Foggia | Honda  | Sam Lowes        | Kalex | Marc Márquez    | Honda  | Detalls |

| Any  | Circuit | MotoE              | MotoE    | MotoE          | MotoE    | Moto3         | Moto3     | Moto2           | Moto2 | MotoGP           | MotoGP | Detalls |
| Any  | Circuit | Cursa 1            | Cursa 1  | Cursa 2        | Cursa 2  | Moto3         | Moto3     | Moto2           | Moto2 | MotoGP           | MotoGP | Detalls |
| Any  | Circuit | Pilot              | Moto     | Pilot          | Moto     | Pilot         | Moto      | Pilot           | Moto  | Pilot            | Moto   | Detalls |
| ---- | ------- | ------------------ | -------- | -------------- | -------- | ------------- | --------- | --------------- | ----- | ---------------- | ------ | ------- |
| 2020 | Misano  | Dominique Aegerter | Energica | Matteo Ferrari | Energica | Romano Fenati | Husqvarna | Enea Bastianini | Kalex | Maverick Viñales | Yamaha | Detalls |